# Tsugaru (miasto)
Tsugaru (jap. つがる市 Tsugaru-shi) – miasto w północnej Japonii, na wyspie Honsiu, w prefekturze Aomori. Miasto ma powierzchnię 253,55 km². W 2020 r. mieszkały w nim 30 934 osoby, w 10 764 gospodarstwach domowych  (w 2010 r. 37 243 osoby, w 11 432 gospodarstwach domowych) .

## Geografia
Miasto położone jest w północno-zachodniej części prefektury, nad Morzem Japońskim, gdzie zajmuje 253,55 km² powierzchni. Wzdłuż wschodniej granicy miasta płynie rzeka Iwaki, a północna granica leży nad jeziorem Jūsan. W środkowej części miasta leży jezioro Tappi. Część zachodnią miasta pokrywają liczne, mniejsze jeziora.
Tsugaru skomunikowane jest linią kolejową Gonō z czterema stacjami: Koshimizu, Mitsumorita, Nakata i Kizukuri oraz drogą 101.

Tsugaru w prefekturze Aomori

## Historia
Miasto zostało utworzone 11 lutego 2005 roku, przez połączenie miasteczka Kizukuri i wsi Morita, Kashiwa, Inagaki oraz Shariki.

## Demografia
Według danych z 30 kwietnia 2014 roku miasto zamieszkiwało 35 214 osób, w tym 16 637 mężczyzn i 18 577 kobiet, tworzących 13 514 gospodarstw domowych.
| 1995   | 2000   | 2005   | 2010   | 2015   | 2020   |
| ------ | ------ | ------ | ------ | ------ | ------ |
| 42 384 | 41 320 | 40 091 | 37 243 | 33 316 | 30 934 |

## Współpraca
- Stany Zjednoczone: Bath
- Japonia: Kashiwa
- Japonia: Shiraoi